# Daniel Meade
 (janvier 2008).
Si vous disposez d'ouvrages ou d'articles de référence ou si vous connaissez des sites web de qualité traitant du thème abordé ici, merci de compléter l'article en donnant les références utiles à sa vérifiabilité et en les liant à la section « Notes et références ».
Daniel Meade est un des personnages principaux de fiction de la série télévisée américaine Ugly Betty. Il est interprété par l'acteur Eric Mabius.

## Biographie fictive

### Origines
Daniel Meade est le fils de Bradford et Claire Meade. Sa famille est propriétaire de l'entreprise Meade Publications.

### Saison 1 de Ugly Betty
Son père le choisit pour devenir rédacteur en chef du magazine Mode, un magazine de mode, ce qui enrage la directrice artistique du magazine, Wilhelmina Slater, qui visait le poste, après le décès de la précédente rédactrice en chef, Fey Sommers, très respectée dans le milieu de la mode.
En sachant son fils encore novice dans le milieu de la mode, Bradford Meade décide d'engager une assistante personnelle pour le guider. Néanmoins, en raison de la tendance de son fils à être assez volage, il décide de choisir une femme envers qui il ne pourra ressentir aucune attirance. Ainsi il engage Betty Suarez, une jeune femme peu séduisante. Celui-ci réagit au début mal à cette nomination encombrante, mais au vu de l'aide qu'elle lui apporte, il change vite d'avis et s'en fait même une amie qui souvent, est la seule alternative à ses problèmes.

### Saison 2 de Ugly Betty
Il apprend dans le dernier épisode qu'il a un fils (Daniel JR).
Finalement, on apprend par la suite que c'est le fils d'Alexis Meade, et par conséquent le neveu de Daniel.

### Saison 3 de Ugly Betty
Daniel tombe amoureux de la petite amie de leur nouveau directeur financier, Connor Owens. Après les multiples tentatives de Wilhelmina pour séparer le couple Owens, Daniel finit par sortir avec Molly. Molly lui révèle qu'elle a un cancer et c'est alors que Daniel souhaite réaliser tous ses vœux avant qu'elle ne décède. Ils finiront par se marier et vivront de merveilleux moments. Molly meurt à la fin de la saison et Daniel est bouleversé.

### Saison 4 de Ugly Betty
Après la mort de Molly, Daniel se rend dans un groupe qui se révélera être une secte. À la fin, lorsque Betty décide de partir à Londres il s’aperçoit de ses sentiments, démissionne, et laisse Wilhelmina à la tête du magazine Mode pour rejoindre Betty. 